# Адонис амурский
Адо́нис аму́рский, или горицвет амурский (лат. Adonis amurensis) — многолетнее травянистое растение семейства Лютиковые (Ranunculaceae), вид рода Адонис (Adonis).

## Ботаническое описание
Высота 30—40 см. Корневище короткое, толстое. Стебли в начале цветения 5—15 см высотой, позднее до З0—40 см, простые или снизу слабо ветвистые. Чашелистики голые или слабоопушенные, бледно-лиловые; лепестки желтые, продолговато-эллиптические, на конце притуплённые, 12—23 мм длиной и 3—8 мм шириной. Плодики опушенные, 4—5 мм длиной, 3—3,5 мм шириной с крючкообразно загнутым и прижатым носиком. Цветёт в марте—апреле, плодоносит в мае.
Характерной особенностью адониса амурского является раннее цветение. На проталинах в марте распускаются золотисто-жёлтые цветки до 5 см в диаметре, собранные в компактные «пучки». Крупных зарослей это растение в природе не образует. Весной очень декоративен, в культуре с 1985 года.
В городах Приморья его часто ошибочно называют подснежник.

## Распространение
На Дальнем Востоке (Приморье, Приамурье, Сахалин, Курилы, остров Кунашир) этот вид распространён широко, доходя на севере своего ареала до Амура. Растёт в зарослях кустарников, по лесным опушкам, на влажной, богатой перегноем почве.

## Значение и применение

### В медицине
С лечебной целью используется надземная часть растения.
Корни содержат углеводы и родственное соединение адонит 0,18 %, карденолиды (адонилид, фукуюзон, линеолон, 12-0-бензоилизолинеолон, фукуюзонорон, изолинеолон, раманон, 12-0 (8-декоксилинеолон), изораман (8-дезокси-17-гидроксилинеолон), пергулярин, эфиры изораманона и изолинеолона (или линеолона), с бензойной и никотиновой кислотами, самалин, строфантидин, корхорозид А, конваллатоксин, цимарин, К-строфантин-бета, строфантидол, цимарол; кумарины (умбеллиферон, скополетин), флавоноиды (ориентин, гомоориентин, адонивернит), В надземной части найдены углеводы и родственное соединение адонит; карденолиды (самолин, строфантидил, корхорозид А, конваллатоксин, цимарин, К-строфантин-бета, строфантидол, цимарол, дигитоксигенин), кумарины (умбеллиферон, скополетин), флавоноиды (ориентин, гомоориентин, адонивернит).
Надземная часть адониса амурского по биологической активности близка к таковой адониса весеннего и может быть его
заменителем. Настой надземной части оказывает седативное действие.

### В пчеловодстве
Отличный ранневесенний пыльценос, хорошо посещается пчёлами. Пыльцепродуктивность одного цветка — от 3,9 до 5,8 мг. В Приамурье зацветает в марте, в Приморье в начале апреля. Продолжительность цветения 25—30 дней. Пчёлами посещается на протяжении всего дня, но наиболее интенсивно во второй половине. Из всей собранной пыльцы в апреле на долю адониса амурского приходится до 22 %. Самое раннее растение Дальнего Востока с которого пчёлы собирают пыльцу. 